# 物流系统论
物流系统论是關於物流系統的相關理論。一種看法認為，在整个物流过程中，以流体、载体、流程、流向、流速和流量等物流六要素相互制约，构成整个物流系统。但也有認為只有五個要素的說法。在物流的專業領域中，單是硬體設施是不足夠的，最重要的是海、陸、空、火車，即所有運輸線的聯繫（Connectivity），同時也不可忽略貨倉的重要性。
如今，物流管理的專業知識被運用在貿易上，連繫了整個世界。良好的物流系統也可讓一件物品輕易環遊世界，促進貿易全球化。物流系統也可像互聯網般，促進全球化 (Globalization)。在貿易上，若要更進一步與世界連繫，就得靠良好的物流管理系統。我們手上的商品很多是‘遊歷’各國后才來到的。原料可能來自泰國，加工可能在新加坡及馬來西亞，生產卻在台灣，最后才入口到美国。產品的“遊歷”路線就是由物流師計劃、組織、指揮、協調、控制和監督，目標就是要快且低開銷。如今，各國企業都擁有自身專用的物流系統。
物流師 (Logistician) 就是一個專家，地位與會計師、律師、醫生或工程師同等。